# His Musical Sneeze
His Musical Sneeze è un cortometraggio muto del 1919 diretto da Preston Black (Jack White).

## Produzione
Il film fu prodotto dalla Fox Film Corporation (come Sunshine Comedies).

## Distribuzione
Distribuito dalla Fox Film Corporation, il film - un cortometraggio in due bobine - uscì nelle sale cinematografiche USA il 23 febbraio 1919. In Danimarca, dove fu distribuito il 27 febbraio 1922, prese il titolo Jagten gaar ind. Copia incompleta della pellicola, un positivo 35 mm mancante dei titoli e dei sottotitoli, è conservata negli archivi del Det Danske Filminstitut.